# Marc Bollengier
Marc Bollengier (16 dicembre 1991) è un arbitro di calcio francese.

## Carriera
Nato nel 1991, inizia la sua carriera da arbitro da giovane arbitrando tra il 2015 e il 2016 delle gare di Éirepromotioun e Division Nationale, rispettivamente prima e seconda serie del campionato lussemburghese di calcio.
Fra il 2015 e il 2023 arbitra in Championnat National e National 2, e nel mentre debutta anche come direttore di gare di Ligue 2 (2021) e Ligue 1 (2022).